# Ала ад-Дін Атсіз
Ала ад-Дін Атсіз (перс. علاء الدین دراست; помер 1214) — малік династії Гурідів.